# Јулијус Худачек
Јулијус Худачек (слч. Július Hudáček — Спишка Нова Вес, 9. август 1988) професионални је словачки хокејаш на леду који игра на позицији голмана.
Члан је сениорске репрезентације Словачке за коју је на међународној сцени дебитовао на светском првенству 2012. године. На том такмичењу словачки тим је освојио сребрну медаљу.
Као играч шведског Еребра у сезони 2014/15. проглашен је за најбољег голмана и најкориснијег играча шведске лиге.